# Ліверморій
Ліверморій (лат. Livermorium, Lv, стара назва унунгексій  (лат. Ununhexium, Uuh), або ека-полоній) — хімічний елемент з атомним номером 116. Найстабільніший ізотоп — 293Lv з періодом напіврозпаду ~60 мс. Теоретично ліверморій належить до групи 16 періодичної системи.

## Історія
Ліверморій відкрито шляхом синтезу ізотопів у 2000 р. в Об'єднаному інституті ядерних досліджень спільно з Ліверморською національною лабораторією (США), Науково-дослідним інститутом атомних реакторів (Димитровград, Росія) та «Електрохімприбором» (Лісовий, Росія). 19 липня 2000 вперше спостерігався α-розпад ядра 116-го елемента, отриманого в результаті бомбардування мішені з кюрія іонами кальцію. Результати експерименту були вперше опубліковані 6 грудня 2000. Хоча в цій роботі стверджувалося про синтез ізотопу 292Lv, в подальших роботах дана робота була пов'язана з ізотопом 293Lv.
Пізніше в тому ж Об'єднаному інституті ядерних досліджень синтез ізотопів елемента був підтверджений хімічною ідентифікацією кінцевого продукту його розпаду.

## Походження назви
Назва походить від міста Лівермор, де розташована Ліверморська національна лабораторія . До цього використовувалась тимчасова систематична назва «унунгексій» (лат. Ununhexium, Uuh), штучно утворена від коренів латинських числівників 1, 1, 6.

## Отримання
Отриманий в результаті ядерних реакцій: {\displaystyle \,_{96}^{248}\mathrm {Cm} +\,_{20}^{48}\mathrm {Ca} \,\to \,{}_{116}^{293}\mathrm {Lv} +3\;_{0}^{1}\mathrm {n} \;},
{\displaystyle \,_{96}^{245}\mathrm {Cm} +\,_{20}^{48}\mathrm {Ca} \,\to \,{}_{116}^{291}\mathrm {Lv} +2\;_{0}^{1}\mathrm {n} \;},
{\displaystyle \,_{96}^{245}\mathrm {Cm} +\,_{20}^{48}\mathrm {Ca} \,\to \,{}_{116}^{290}\mathrm {Lv} +3\;_{0}^{1}\mathrm {n} \;},

а також в результаті α-розпаду 294Og.

## Відомі ізотопи
| Ізотоп | Маса | Період напіврозпаду | Тип розпаду      | зареєстровано подій |
| ------ | ---- | ------------------- | ---------------- | ------------------- |
| 290Lv  | 290  | 7,1+3,2−1,7 мс      | α-розпад в 286Fl | 10                  |
| 291Lv  | 291  | 18+22−6 мс          | α-розпад в 287Fl | 3                   |
| 292Lv  | 292  | 18+16−6 мс          | α-розпад в 288Fl | ?                   |
| 293Lv  | 293  | 53+62−19 мс         | α-розпад в 289Fl | 3                   |